# Bunsenita
La bunsenita és un mineral de la classe dels òxids, que pertany al grup de la períclasi. Rep el seu nom del professor de química Robert Wilhelm Eberhard Bunsen (1811-1899).

## Característiques
La bunsenita és un òxid de fórmula química NiO. Cristal·litza en el sistema isomètric. Es troba en forma de petits cristalls octaedrics, que poden ser modificats pel cub o el dodecaedre. La seva duresa a l'escala de Mohs és 5,5.
Segons la classificació de Nickel-Strunz, la bunsenita pertany a «04.AB: Òxids amb proporció Metall:Oxigen = 2,1 i 1:1, amb Catió:Anió (M:O) = 2:1 (i 1,8:1)» juntament amb els següents minerals: crednerita, tenorita, delafossita, mcconnel·lita, bromellita, zincita, calç, manganosita, monteponita, períclasi, wüstita i pal·ladinita.

## Formació i jaciments
Va ser descoberta l'any 1858 a Johanngeorgenstadt, Erzgebirge (Saxònia, Alemanya). Es troba en filons hidrotermals de níquel i urani, com és el cas de la seva localitat tipus, o en dipòsits de níquel en contacte entre quarsites i roques ultramàfiques serpentinitzades. Aparentment ha sigut formada a ~730 ◦C i a menys de 2 kbar durant el metamorfisme tèrmic, possiblement a causa d'un meteorit ric en níquel. Sol trobar-se associada a altres minerals com: bismut, annabergita, aerugita, xantiosita, liebenbergita, trevorita, violarita, mil·lerita, gaspeïta, nimita o bonaccordita.